# Cossebaude/Mobschatz/Oberwartha
Cossebaude/Mobschatz/Oberwartha mit Alt-Leuteritz, Brabschütz, Gohlis, Merbitz, Neu-Leuteritz, Niederwartha, Podemus und Rennersdorf ist ein statistischer Stadtteil von Dresden. Der lange Stadtteilname resultiert aus der Vielzahl von einwohnerschwachen Ortsteilen der Ortschaften Cossebaude, Mobschatz und Oberwartha, die in dieser Einheit statistisch erfasst werden.

## Lage
Der statistische Stadtteil Cossebaude/Mobschatz/Oberwartha grenzt im Westen an die Gemeinde Klipphausen sowie im Norden an die Große Kreisstadt Radebeul. Im Osten wird er durch den statistischen Stadtteil Briesnitz sowie auf einem sehr kurzen Abschnitt auch von Kaditz begrenzt. Südlich benachbart liegt Gompitz/Altfranken.
Die Grenzen des statistischen Stadtteils werden neben der Elbe durch die bis 1997 beziehungsweise 1999 existierende Stadtgrenze Dresdens im Osten sowie die aktuelle Stadtgrenze Dresdens im Westen gebildet. Im Süden verläuft die Grenze abschnittsweise im Zschoner Grund. Cossebaude/Mobschatz/Oberwartha liegt somit am westlichen Rand des Elbtalkessels sowie zu einem großen Teil auch im östlichen Meißner Hochland.

## Gliederung
Neben Oberwartha gehören zu diesem statistischen Stadtteil die Cossebauder Ortsteile Gohlis, Cossebaude, Niederwartha und Neu-Leuteritz sowie die Mobschatzer Ortsteile Alt-Leuteritz, Brabschütz, Merbitz, Mobschatz, Podemus und Rennersdorf. Nach Schönfeld/Schullwitz ist Cossebaude/Mobschatz/Oberwartha der flächenmäßig größte bewohnte statistische Stadtteil Dresdens. Zwar wurden statistische Stadtteile in Dresden nach der Maßgabe gebildet, alle eine ähnliche Einwohnerzahl zu haben, doch weist dieser ausgedehnte Stadtteil aufgrund seines weitgehend dörflich-ländlichen Charakters eine der geringsten Bevölkerungsdichten der Stadt auf. Er gliedert sich in folgende neun statistische Bezirke:
- 901 Cossebaude-Nord
- 902 Cossebaude-Süd/Neu-Leuteritz
- 903 Gohlis
- 904 Niederwartha
- 905 Oberwartha
- 906 Mobschatz
- 907 Alt-Leuteritz/Brabschütz
- 908 Rennersdorf
- 909 Merbitz/Podemus

## Verkehr
Der statistische Stadtteil wird im Raum Mobschatz von der A4 durchquert. In seinen Randbereichen liegen das Autobahndreieck Dresden-West, an dem Anschluss an die A17 besteht, sowie die Anschlussstelle Dresden-Altstadt. Durch Cossebaude verläuft die B6. Die einzelnen Ortsteile werden untereinander außerdem durch mehrere Kreisstraßen verbunden.
Cossebaude/Mobschatz/Oberwartha weist insgesamt 39 Bushaltestellen auf. Neben den Verbindungen der Dresdner Verkehrsbetriebe wird der statistische Stadtteil auch von Linien der Verkehrsgesellschaft Meißen und Satra Eberhardt durchfahren. Im Stadtteilgebiet liegen ferner zwei Haltepunkte der Bahnstrecke Berlin–Dresden. Cossebaude/Mobschatz/Oberwartha ist somit insgesamt gut an den ÖPNV angeschlossen.